# Hopman Cup 1992
De Hopman Cup 1992 werd gehouden van vrijdag 27 december 1991 tot en met vrijdag 3 januari 1992 op de hardcourtbinnenbanen van de Burswood Entertainment Complex in de Australische stad Perth.
Het toernooi was een eliminatietoernooi gespeeld met twaalf teams. Waarbij er acht teams geplaatst waren, de top vier was vrijgeloot in de eerste ronde

## Deelnemers naar ranglijstpositie
| nr. | land                | team                                     | WTA+ATP- rang1 | resultaat    |
| --- | ------------------- | ---------------------------------------- | -------------- | ------------ |
| 1.  | Duitsland           | Steffi Graf / Boris Becker               |                | halve finale |
| 2.  | Spanje              | Arantxa Sánchez / Emilio Sánchez         |                | halve finale |
| 3.  | Verenigde Staten    | Amy Frazier / Derrick Rostagno           |                | kwartfinale  |
| 4.  | Zwitserland         | Manuela Maleeva-Fragniere / Jakob Hlasek |                | winnaars     |
| 5.  | Tsjecho-Slowakije   | Helena Suková / Karel Nováček            |                | finale       |
| 6.  | GOS                 | Natallja Zverava / Andrej Tsjesnokov     |                | kwartfinale  |
| 7.  | Frankrijk           | Julie Halard / Henri Leconte             |                | kwartfinale  |
| 8.  | Nederland           | Brenda Schultz / Richard Krajicek        |                | kwartfinale  |
| -   | Australië           | Rachel McQuillan / Todd Woodbridge       |                | eerste ronde |
| -   | Japan               | Kimiko Date / Yasufumi Yamamoto          |                | eerste ronde |
| -   | Verenigd Koninkrijk | Jo Durie / Jeremy Bates                  |                | eerste ronde |
| -   | Zweden              | Catarina Lindqvist / Peter Lundgren      |                | eerste ronde |

## Spelregels
In dit toernooi bestaat een landenontmoeting uit drie partijen (rubbers): in het vrouwenenkelspel, mannenenkelspel en gemengd dubbelspel. De partijen werden gespeeld om twee-uit-drie sets. Het gemengd dubbelspel werd als derde partij gespeeld. Indien de ontmoeting als beslist was werd het dubbelspel vervangen door een set tot 8 games.

## Speelschema

### Eliminatiefase
| Eerste ronde | Eerste ronde        | Eerste ronde |  |  | Kwartfinale | Kwartfinale       | Kwartfinale |  |  | Halve finale | Halve finale      | Halve finale |  |  | Finale | Finale            | Finale |
|              |                     |              |  |  |             |                   |             |  |  |              |                   |              |  |  |        |                   |        |
|              |                     |              |  |  |             |                   |             |  |  |              |                   |              |  |  |        |                   |        |
|              |                     |              |  |  | 1           | Duitsland         | 2           |  |  |              |                   |              |  |  |        |                   |        |
|              | Zweden              | 1            |  |  | 7           | Frankrijk         | 1           |  |  |              |                   |              |  |  |        |                   |        |
| 7            | Frankrijk           | 2            |  |  |             |                   |             |  |  | 1            | Duitsland         | 1            |  |  |        |                   |        |
|              |                     |              |  |  |             |                   |             |  |  | 5            | Tsjecho-Slowakije | 2            |  |  |        |                   |        |
|              |                     |              |  |  | 3           | Verenigde Staten  | 1           |  |  |              |                   |              |  |  |        |                   |        |
|              | Japan               | 1            |  |  | 5           | Tsjecho-Slowakije | 2           |  |  |              |                   |              |  |  |        |                   |        |
| 5            | Tsjecho-Slowakije   | 2            |  |  |             |                   |             |  |  |              |                   |              |  |  | 5      | Tsjecho-Slowakije | 1      |
| 6            | GOS                 | 2            |  |  |             |                   |             |  |  |              |                   |              |  |  | 4      | Zwitserland       | 2      |
|              | Verenigd Koninkrijk | 1            |  |  | 6           | GOS               | 1           |  |  |              |                   |              |  |  |        |                   |        |
|              |                     |              |  |  | 4           | Zwitserland       | 2           |  |  |              |                   |              |  |  |        |                   |        |
|              |                     |              |  |  |             |                   |             |  |  | 4            | Zwitserland       | 3            |  |  |        |                   |        |
| 8            | Nederland           | 3            |  |  |             |                   |             |  |  | 2            | Spanje            | 0            |  |  |        |                   |        |
|              | Australië           | 0            |  |  | 8           | Nederland         | 1           |  |  |              |                   |              |  |  |        |                   |        |
|              |                     |              |  |  | 2           | Spanje            | 2           |  |  |              |                   |              |  |  |        |                   |        |
|              |                     |              |  |  |             |                   |             |  |  |              |                   |              |  |  |        |                   |        |

### Eerste ronde

#### Zweden – Frankrijk
| Vlag van Zweden | Zweden 1 | Perth, Australië 27 - 31 december 1991 hardcourt (i) | Perth, Australië 27 - 31 december 1991 hardcourt (i) | Perth, Australië 27 - 31 december 1991 hardcourt (i) | Frankrijk 2 | Vlag van Frankrijk |

|   |                                                                  |                                                                  | 1   | 2   | 3   |  |
| - | ---------------------------------------------------------------- | ---------------------------------------------------------------- | --- | --- | --- |  |
| 1 | Catarina Lindqvist Julie Halard                                  | Catarina Lindqvist Julie Halard                                  | 4 6 | 5 7 |     |  |
| 2 | Peter Lundgren Henri Leconte                                     | Peter Lundgren Henri Leconte                                     | 4 6 | 6 2 | 3 6 |  |
| 3 | Catarina Lindqvist / Peter Lundgren Julie Halard / Henri Leconte | Catarina Lindqvist / Peter Lundgren Julie Halard / Henri Leconte | 8 6 |     |     |  |

#### Japan – Tsjecho-Slowakije
| Vlag van Japan | Japan 1 | Perth, Australië 27 - 31 december 1991 hardcourt (i) | Perth, Australië 27 - 31 december 1991 hardcourt (i) | Perth, Australië 27 - 31 december 1991 hardcourt (i) | Tsjecho-Slowakije 2 | Vlag van Tsjecho-Slowakije |

|   |                                                               |                                                               | 1   | 2   | 3   |  |
| - | ------------------------------------------------------------- | ------------------------------------------------------------- | --- | --- | --- |  |
| 1 | Kimiko Date Helena Suková                                     | Kimiko Date Helena Suková                                     | 6 3 | 2 6 | 7 5 |  |
| 2 | Yasufumi Yamamoto Karel Nováček                               | Yasufumi Yamamoto Karel Nováček                               | 4 6 | 7 6 | 3 6 |  |
| 3 | Kimiko Date / Yasufumi Yamamoto Helena Suková / Karel Nováček | Kimiko Date / Yasufumi Yamamoto Helena Suková / Karel Nováček | 2 6 | 4 6 |     |  |

#### GOS – Verenigd Koninkrijk
| Vlag van Gemenebest van Onafhankelijke Staten | GOS 2 | Perth, Australië 27 - 31 december 1991 hardcourt (i) | Perth, Australië 27 - 31 december 1991 hardcourt (i) | Perth, Australië 27 - 31 december 1991 hardcourt (i) | Verenigd Koninkrijk 1 | Vlag van Verenigd Koninkrijk |

|   |                                                              |                                                              | 1   | 2   | 3   |  |
| - | ------------------------------------------------------------ | ------------------------------------------------------------ | --- | --- | --- |  |
| 1 | Natallja Zverava Jo Durie                                    | Natallja Zverava Jo Durie                                    | 4 6 | 6 0 | 6 4 |  |
| 2 | Andrej Tsjesnokov Jeremy Bates                               | Andrej Tsjesnokov Jeremy Bates                               | 6 3 | 4 6 | 6 1 |  |
| 3 | Natallja Zverava / Andrej Tsjesnokov Jo Durie / Jeremy Bates | Natallja Zverava / Andrej Tsjesnokov Jo Durie / Jeremy Bates | 6 8 |     |     |  |

#### Nederland – Australië
| Vlag van Nederland | Nederland 3 | Perth, Australië 27 - 31 december 1991 hardcourt (i) | Perth, Australië 27 - 31 december 1991 hardcourt (i) | Perth, Australië 27 - 31 december 1991 hardcourt (i) | Australië 0 | Vlag van Australië |

|   |                                                                      |                                                                      | 1   | 2   | 3   |  |
| - | -------------------------------------------------------------------- | -------------------------------------------------------------------- | --- | --- | --- |  |
| 1 | Brenda Schultz Rachel McQuillan                                      | Brenda Schultz Rachel McQuillan                                      | 6 7 | 6 3 | 6 2 |  |
| 2 | Richard Krajicek Todd Woodbridge                                     | Richard Krajicek Todd Woodbridge                                     | 6 0 | 6 3 |     |  |
| 3 | Brenda Schultz / Richard Krajicek Rachel McQuillan / Todd Woodbridge | Brenda Schultz / Richard Krajicek Rachel McQuillan / Todd Woodbridge | 8 4 |     |     |  |

### Kwartfinale

#### Duitsland – Frankrijk
| Vlag van Duitsland | Duitsland 2 | Perth, Australië 28 december 1991 - 1 januari 1992 hardcourt (i) | Perth, Australië 28 december 1991 - 1 januari 1992 hardcourt (i) | Perth, Australië 28 december 1991 - 1 januari 1992 hardcourt (i) | Frankrijk 1 | Vlag van Frankrijk |

|   |                                                         |                                                         | 1       | 2   | 3 |  |
| - | ------------------------------------------------------- | ------------------------------------------------------- | ------- | --- | - |  |
| 1 | Steffi Graf Julie Halard                                | Steffi Graf Julie Halard                                | 6 0     | 7 5 |   |  |
| 2 | Boris Becker Henri Leconte                              | Boris Becker Henri Leconte                              | 6 2     | 6 4 |   |  |
| 3 | Steffi Graf / Boris Becker Julie Halard / Henri Leconte | Steffi Graf / Boris Becker Julie Halard / Henri Leconte | forfait |     |   |  |

#### Verenigde Staten – Tsjecho-Slowakije
| Vlag van Verenigde Staten | Verenigde Staten 1 | Perth, Australië 28 december 1991 - 1 januari 1992 hardcourt (i) | Perth, Australië 28 december 1991 - 1 januari 1992 hardcourt (i) | Perth, Australië 28 december 1991 - 1 januari 1992 hardcourt (i) | Tsjecho-Slowakije 2 | Vlag van Tsjecho-Slowakije |

|   |                                                              |                                                              | 1   | 2   | 3   |  |
| - | ------------------------------------------------------------ | ------------------------------------------------------------ | --- | --- | --- |  |
| 1 | Amy Frazier Helena Suková                                    | Amy Frazier Helena Suková                                    | 6 7 | 7 6 | 2 6 |  |
| 2 | Derrick Rostagno Karel Nováček                               | Derrick Rostagno Karel Nováček                               | 6 0 | 6 3 |     |  |
| 3 | Amy Frazier / Derrick Rostagno Helena Suková / Karel Nováček | Amy Frazier / Derrick Rostagno Helena Suková / Karel Nováček | 1 6 | 2 6 |     |  |

#### GOS – Zwitserland
| Vlag van Gemenebest van Onafhankelijke Staten | GOS 1 | Perth, Australië 28 december 1991 - 1 januari 1992 hardcourt (i) | Perth, Australië 28 december 1991 - 1 januari 1992 hardcourt (i) | Perth, Australië 28 december 1991 - 1 januari 1992 hardcourt (i) | Zwitserland 2 | Vlag van Zwitserland |

|   |                                                                               |                                                                               | 1   | 2   | 3   |  |
| - | ----------------------------------------------------------------------------- | ----------------------------------------------------------------------------- | --- | --- | --- |  |
| 1 | Natallja Zverava Manuela Maleeva-Fragnière                                    | Natallja Zverava Manuela Maleeva-Fragnière                                    | 7 5 | 0 6 | 2 6 |  |
| 2 | Andrej Tsjesnokov Jakob Hlasek                                                | Andrej Tsjesnokov Jakob Hlasek                                                | 6 3 | 7 6 |     |  |
| 3 | Natallja Zverava / Andrej Tsjesnokov Manuela Maleeva-Fragnière / Jakob Hlasek | Natallja Zverava / Andrej Tsjesnokov Manuela Maleeva-Fragnière / Jakob Hlasek | 2 6 | 1 6 |     |  |

#### Nederland – Spanje
| Vlag van Nederland | Nederland 1 | Perth, Australië 28 december 1991 - 1 januari 1992 hardcourt (i) | Perth, Australië 28 december 1991 - 1 januari 1992 hardcourt (i) | Perth, Australië 28 december 1991 - 1 januari 1992 hardcourt (i) | Spanje 2 | Vlag van Spanje |

|   |                                                                    |                                                                    | 1   | 2   | 3   |  |
| - | ------------------------------------------------------------------ | ------------------------------------------------------------------ | --- | --- | --- |  |
| 1 | Brenda Schultz Arantxa Sánchez                                     | Brenda Schultz Arantxa Sánchez                                     | 2 6 | 4 6 |     |  |
| 2 | Richard Krajicek Emilio Sánchez                                    | Richard Krajicek Emilio Sánchez                                    | 6 3 | 6 4 |     |  |
| 3 | Brenda Schultz / Richard Krajicek Arantxa Sánchez / Emilio Sánchez | Brenda Schultz / Richard Krajicek Arantxa Sánchez / Emilio Sánchez | 6 7 | 7 6 | 6 7 |  |

### Halve finale

#### Duitsland – Tsjecho-Slowakije
| Vlag van Duitsland | Duitsland 1 | Perth, Australië januari 1992 hardcourt (i) | Perth, Australië januari 1992 hardcourt (i) | Perth, Australië januari 1992 hardcourt (i) | Tsjecho-Slowakije 2 | Vlag van Tsjecho-Slowakije |

|   |                                                          |                                                          | 1   | 2   | 3      |  |
| - | -------------------------------------------------------- | -------------------------------------------------------- | --- | --- | ------ |  |
| 1 | Steffi Graf Helena Suková                                | Steffi Graf Helena Suková                                | 6 2 | 1 6 | opgave |  |
| 2 | Boris Becker Karel Nováček                               | Boris Becker Karel Nováček                               | 6 2 | 7 6 |        |  |
| 3 | Steffi Graf / Boris Becker Helena Suková / Karel Nováček | Steffi Graf / Boris Becker Helena Suková / Karel Nováček | 4 6 | 4 6 |        |  |

#### Zwitserland – Spanje
| Vlag van Zwitserland | Zwitserland 2 | Perth, Australië januari 1992 hardcourt (i) | Perth, Australië januari 1992 hardcourt (i) | Perth, Australië januari 1992 hardcourt (i) | Spanje 1 | Vlag van Spanje |

|   |                                                                           |                                                                           | 1   | 2   | 3   |  |
| - | ------------------------------------------------------------------------- | ------------------------------------------------------------------------- | --- | --- | --- |  |
| 1 | Manuela Maleeva-Fragnière Arantxa Sánchez                                 | Manuela Maleeva-Fragnière Arantxa Sánchez                                 | 6 3 | 3 6 | 6 4 |  |
| 2 | Jakob Hlasek Emilio Sánchez                                               | Jakob Hlasek Emilio Sánchez                                               | 6 4 | 6 2 |     |  |
| 3 | Manuela Maleeva-Fragnière / Jakob Hlasek Arantxa Sánchez / Emilio Sánchez | Manuela Maleeva-Fragnière / Jakob Hlasek Arantxa Sánchez / Emilio Sánchez | 8 5 |     |     |  |

### Finale

#### Tsjecho-Slowakije – Zwitserland
| Vlag van Tsjecho-Slowakije | Tsjecho-Slowakije 1 | Perth, Australië 3 januari 1992 hardcourt (i) | Perth, Australië 3 januari 1992 hardcourt (i) | Perth, Australië 3 januari 1992 hardcourt (i) | Zwitserland 2 | Vlag van Zwitserland |

|   |                                                                        |                                                                        | 1   | 2   | 3 |  |
| - | ---------------------------------------------------------------------- | ---------------------------------------------------------------------- | --- | --- | - |  |
| 1 | Helena Suková Manuela Maleeva-Fragnière                                | Helena Suková Manuela Maleeva-Fragnière                                | 2 6 | 4 6 |   |  |
| 2 | Karel Nováček Jakob Hlasek                                             | Karel Nováček Jakob Hlasek                                             | 4 6 | 4 6 |   |  |
| 3 | Helena Suková / Karel Nováček Manuela Maleeva-Fragnière / Jakob Hlasek | Helena Suková / Karel Nováček Manuela Maleeva-Fragnière / Jakob Hlasek | 8 4 |     |   |  |